# تشاندراموخي
تشاندراموخي هو فيلم رعب كوميدي هندي بلغة التاميل عام 2005 من تأليف وإخراج ب. فاسو، وتم إنتاجه وتوزيعه بواسطة رامكومار جانيسان من إنتاج Sivaji. ويعرض الفيلم راجينيكنس، برابو، جيوثيكا، فاديفيلو ونايانتارا يقود طاقم مؤلف يتضمن، نصار، شيلا، فيجاياكومار، فينايا براساد، سونو سود، سوفارنا ماثيو، فينيث، مالافيكا وكي آر فايجا. إنه إعادة إنتاج لفيلم اللغة الكنادية أبثاميترا (2004)، والذي هو في حد ذاته إعادة إنتاج للفيلم المالايالامي مانيتشيتراثازهو (1993). قام فيدياساغار بتأليف الألبوم الصوتي والنتيجة الخلفية. تم التعامل مع التصوير السينمائي بواسطة سيخار ف.جوزيف وتم التحرير بواسطة سوريش أورس. شاندراموخي تدور الحبكة حول المرأة التي تعاني من اضطراب الهوية فصامي التي تؤثر على الأسرة، والطبيب النفسي الذي تعتزم حل هذه القضية في حين يجازف بحياته. تم صنع الفيلم بميزانية 190 مليون. بدأ التصوير الرئيسي في 24 أكتوبر 2004 واكتمل في مارس 2005. تم إصداره في 14 أبريل 2005 عشية رأس السنة التاميلية الجديدة.
حقق الفيلم نجاحًا كبيرًا في شباك التذاكر، مع عرض مسرحي لمدة 890 يومًا في مسرح شانتي. حصل الفيلم على خمس جوائز من ولاية تاميل نادو السينمائية، وأربع جوائز لجمعية محبي الأفلام، وجائزتي فيلم فير. حصل كل من جيوثيكا وفاديلو على جائزة كالاماماني لعملهما في الفيلم. تمت دبلجة تشاندراموخي باللغة التيلجو وتم إصدارها في نفس الوقت بنفس عنوان إصدار التاميل. تمت دبلجته أيضًا وإصداره في اللغة البوجبورية تحت عنوان تشاندراموخي كي هونكار. أصبح أول فيلم تاميل يُدبلج إلى الألمانية. تم إصداره في ألمانيا تحت عنوان Der Geisterjäger (بالإنجليزية: The Ghost Hunters)‏. كما دُبلج الفيلم باللغة التركية. تمت دبلجة تشاندراموخي باللغة الهندية وتم إصدارها في 29 فبراير 2008 بواسطة ديليب دانواني، مالك شركة الإنتاج شركة رويال للأفلام. تم إصدار النسخة الهندية بالتعاون مع المنتج راثنام. شارك المخرج ب. فاسو والمنتج رامكومارغانيسان وراج باهادور كضيف في أغنية «ديفودا ديفودا».

## القصة
سارافانان، طبيب نفسي، يلتقي بصديقه سينثيلناتان وزوجته جانجا أثناء إجازتهما. أرادت والدة سينثيل، كاستوري، أن يتزوج سينثيل من بريا، ابنة ابن عم والده كانداسوامي، من أجل لم شمل فرعي العائلة بعد 30 عامًا من الانفصال لأن والد سينثيل اختار الزواج من كاستوري بدلاً من أخت كانداسوامي، أخيلانديشواري، وهو أيضًا ابن عمه. يتعلم سارافانان أن سينثيل قد اشترى قصر فيتايابورام، على الرغم من محاولات شيوخ القرية المحليين لثنيهم، وانتقل للعيش معهم. تشعر أخيلاندشوري بالغيرة من سارافانان وتتآمر لقتله بمساعدة مساعدها أوميان. عندما تزور العائلة معبد أجدادهم، يكشف رئيس الكهنة عن سبب خوف الجميع من القصر. قبل 150 عاما، ملك اسمه فيتتايان سافر إلى فيزينجارم في ولاية اندرا براديش، حيث التقى وسقطت في الحب مع راقصة اسمه شاندراموخي. ومع ذلك، لم ترد بالمثل على مشاعره لأنها كانت بالفعل في حالة حب مع راقصة أخرى تدعى غوناسيكران. ونتيجة لذلك، أعادها فيتايان بالقوة إلى قصره. غير معروف له، جعل تشاندراموكي غوناسيكران يقيم في منزل قريب والتقى به سراً. عندما اكتشف فيتتايان هذا، قطع رأس غوناسيكران في دورجاشتامي وأحرق تشاندراموخي على قيد الحياة. نتيجة لذلك، حاول شبح تشاندراموخي الانتقام من فيتتايان، الذي قام بمساعدة العديد من الكهنة والسحرة من جميع أنحاء البلاد بترويض الشبح بحبسه في غرفة تقع في الزاوية الجنوبية الغربية للقصر والتي يحرسها كوبرا ملك. بريا مغرمة بفيشواناثان، أستاذ الرقص الذي يبادلها مشاعرها. يتم دعم حبهم من قبل سارافانان، الذي يطلب من كانداسوامي ترتيب زواجهم. بعد سماع قصة تشاندراموخي، يرغب جانجا، الذي يعتقد أن القصة ملفقة لإخافة اللصوص من سرقة الكنوز في الغرفة، في الذهاب إلى هناك. تحصل على مفتاح الغرفة من حفيدة البستاني دورجا وتفتح باب الغرفة. في وقت لاحق، يتلقى سارافانان بريدًا إلكترونيًا لحضور مريض. يؤكد سارافانان على سينثيل أن يتصل به إذا حدث أي شيء. بعد ذلك، تبدأ أشياء غريبة في الحدوث في المنزل: شبح يخيف الناس في المنزل، وتتحطم الأشياء لسبب غير مفهوم، ويشتعل ساري جانجا. يتحول الشك نحو دورجا. يتصل سينثيل على الفور بـ سارافانان لحل القضية. بمجرد عودة سارافانان، يحاول كائن غامض قتل بريا. يحقق سارافانان أيضًا في حوادث أخرى مثل محاولات قتل سينتيل التي تتم بتسميم قهوته ودفع حوض أسماك فوقه، بالإضافة إلى صوت غامض يغني أثناء الليل. يختفي جانجا في ظروف غامضة أثناء خطوبة بريا وفيسواناثان. تلاحظ سارافانان غيابها ويبحث عنها، لكنها تعرضت للهجوم من قبل أوميان الذي أرسله أخيلانديشواري. يقوم سارافانان بإخضاع أومايان وبمساعدة سينتيل يجد الجانج، الذي يُفترض أنه يتعرض للتحرش الجنسي من قبل فيسواناثان. يكشف سارافانان لـ سينتيل وفيسواناثان أن جانجا يعاني من اضطراب الشخصية المنقسمة. يخبرهم سارافانان أن جانجا التي تحولت إلى تشاندراموخي حاولت قتل بريا وسينثيل، وأطرت فيسواناثان للتحرش الجنسي لأنه من وجهة نظر تشاندراموخي، فإن فيسواناثان هي عشيقها جوناسكاران منذ أن أقام في نفس المكان الذي أقام فيه جوناسيكاران. من خلال تأطير فيشواناثان وكذلك تأطير دورجا عن طريق الحيازة، خطط تشاندراموخي لوقف الاشتباك. الطريقة الوحيدة لوقف شاندراموخي هو جعل لها نعتقد أنها قتلت فيتتايان على دورجاشتامي منذ انتحاله سارافانان فيتتايان وتعطلت واحدة من بوجا أجراه طارد الأرواح الشريرة راماشاندرا أشاريا من التحدث مع شاندراموخي لمعرفة رغبتها. قبل تنفيذ خطته، يطلب سارافانان من سينثيل أن يدفع جانجا ليرى بنفسه ما إذا كانت ستتحول إلى تشاندراموخي أم لا. عندما تفعل سينثيل ذلك، تتحول إلى تشاندراموخي، مما يصدمه. صرخت سنثيل القلق في جانجا، وأدار ظهرها إلى طبيعتها.
سمع أخيلاندشاري فكرة سارافانان عن التضحية بالنفس واعتذر له. في دورجاشتامي، في قاعة الرقص، تسمح العائلة وراماشاندرا أتشاريا لـ تشاندراموخي بحرق سارافانان على قيد الحياة. ثم ينفخ راماشاندرا أشاريا الدخان والرماد على وجه جانجا عندما تُمنح شعلة لحرق سارافانان. ثم يفتح سينثيل بابًا سحريًا للسماح لسارافانان بالهروب، ويتم حرق دمية لفيتايان بدلاً من ذلك. مقتنعًا بأن فيتتايان مات، يترك تشاندراموخي جسد الجانج ويعالجها. تم لم شمل العائلتين بعد 30 عامًا، ويقع سارافانان ودورجا في الحب، وأصبح الزوجان سوارنا ومورجيسان والدين بعد ثماني سنوات من الزواج.

## إنتاج

### تطوير
خلال لقاء ناجح لمانان (1992)، أعلن راجينيكنث أنه سيمثل في فيلم إنتاج Sivaji الخمسين،  والذي سيصبح في النهاية تشاندراموخي. في سبتمبر 2004، هنأ راجينيكانت راجينيكانث فاسو ب. على نجاح فيلمه باللغة الكانادا أبثاميترا (2004) وقد أعجب بسيناريو الفيلم. ثم طلب فاسو إعادة إنتاج الفيلم باللغة التاميلية مع راجينيكانث، الذي دعا بدوره رامكومار جانيسان وطلب منه إنتاجه تحت راية رمكومار، إنتاج Sivaji.
اتصل رامكومار هاتفيًا بفاسو، الذي كان يقدم العبادة في معبد في جوروفايور في ذلك الوقت، وأبلغه برغبة راجينيكانث في أداء أبثاميترا في التاميل تحت إشرافه. أعاد فاسو صياغة السيناريو الذي كتبه لـ أبثاميترا ليناسب أسلوب راجينيكانث في التمثيل. تناول الفيلم بشكل أساسي مفهوم اضطراب الهوية الانفصامي، المعروف باسم «اضطراب الشخصية المتعددة» (MPD) أو «اضطراب الشخصية المنقسمة». فيلم آخر بعنوان أننيان (2005)، والذي تم إصداره بعد شهرين من تشاندراموخي، كان مبنيًا أيضًا على نفس الاضطراب. كانت ثوتا ثاراني هي المخرجة الفنية للفيلم، كما أنها صممت الأزياء. فيما يتعلق بتصميم قصر فيتيابورام، شاهد كلاً من أبثاميترا ومصدره فيلم مانيتشيتراثازهو (1993) للحصول على الفكرة الأساسية لمؤامرة الفيلم. أراد فاسو من ثاراني أن يجعل المجموعات أكثر سخونة وفخامة ولم يرغب في المظهر الواقعي للفيلم الأصلي. صمم ثاراني غرفة تشاندراموخي ووضع ممرًا فيها، والذي كان مختلفًا تمامًا عن النسخة الأصلية وطراز الكانادا. الممر يشبه تلك الموجودة في القصور في ولاية كيرالا. قام سيدني سلادين بتصميم أزياء إضافية في الفيلم.

### التمثيل
لعب راجينيكانث دور الدكتور سارافانان والملك فيتايان. كان يرتدي باروكة لدوره. ناقش كل من راجينيكانث وب. فاسو كل مشهد يضم الأول وأضافوا المدخلات الضرورية قبل تصويرهم. يبدو راجينيكنس في بداية الفيلم على عكس مانيتشيتراثازهو، حيث نفس الطابع، الذي تضطلع به موهانلال يبدو، في منتصف الفيلم. طلب راجينيكانث من فاسو تغيير اسم الراقص من ناغافالي، والذي كان اسم دانيس في أبثاميثرا، إلى تشاندراموخي لأن الأخير بدا أكثر ملكية. بينما نطق فيشنوفاردان بـ "Haula Haula" في الأصل، استخدم راجينيكانث "Lakka Lakka"، والتي كانت تستند إلى سلوكيات الشرير في مسرحية ماراثية شاهدها راجينيكانث في أيام طفولته.  لعب برابهو شقيق رامكومار دور سينثيلناثان، وهو مهندس مدني ومالك لشركة غانيش للإنشاءات. شارك برابهو في إنتاج الفيلم مع رامكومار. لأدوار الجانج وشاندراموخي، سونداريا اختير في البداية لتجسيد دورها من أبثاميثرا، ولكن وفاتها قاد مدير لاختيار سيمران وانه شكل الحرف إلى يناسبها. في نوفمبر 2004، رفضت سيمران القيام بالمشروع، حيث تطلب دورها الكثير من الرقص واستشهدت بحملها في ذلك الوقت كسبب رئيسي آخر لرفضها. عُرض على ايشواريا راي الدور لكنها رفضت العرض بسبب تضارب الجدول الزمني. كما تم اعتبار سعدها وريما سن بديلين. ذهب الدور أخيرًا إلى جيوثيكا، التي أعطت 50 يومًا من جدولها الزمني للفيلم. فاسو أراد جيوثيكا لأداء مشاهدها في مختلف الطريقة من أن من شوبانا دور الصورة في مانيتشيتراثازهو، وسن المشاهد نفسه قبل إطلاق النار عليهم يضم جيوثيكا. تم اختيار نايانندرا لتصوير اهتمام سارافانان بدورغا، بعد أن أعجب فاسو بأدائها في فيلمها الأول ماناسيناكاري (2003). صور فاديفلو الدور الهزلي لموروجيسان، أخيلاندسواري والأخ الأصغر كانداسوامي. قال راجينيكانث، في وظيفة الاحتفال بالعرض المسرحي لـ 200 يوم للفيلم، إنه هو الذي أوصى فاديفلو إلى فاسو للدور وطلب من رامكومار جانيسان الحصول على تواريخ فاديفلو قبل التخطيط لجداول التصوير. لعب نصار دور كانداسوامي، الأخ الأكبر لموروجيسان. شيلا، التي اشتهرت بدورها في فيلم شمين (1965)، لعبت دور أخيلانديسواري، الأخت الكبرى المرعبة لكانداسوامي وموروجيسان. عندما تم توقيع شيلا للدور، طلب منها المنتجون عدم الكشف عن تفاصيل حول دورها لوسائل الإعلام.

### التصوير

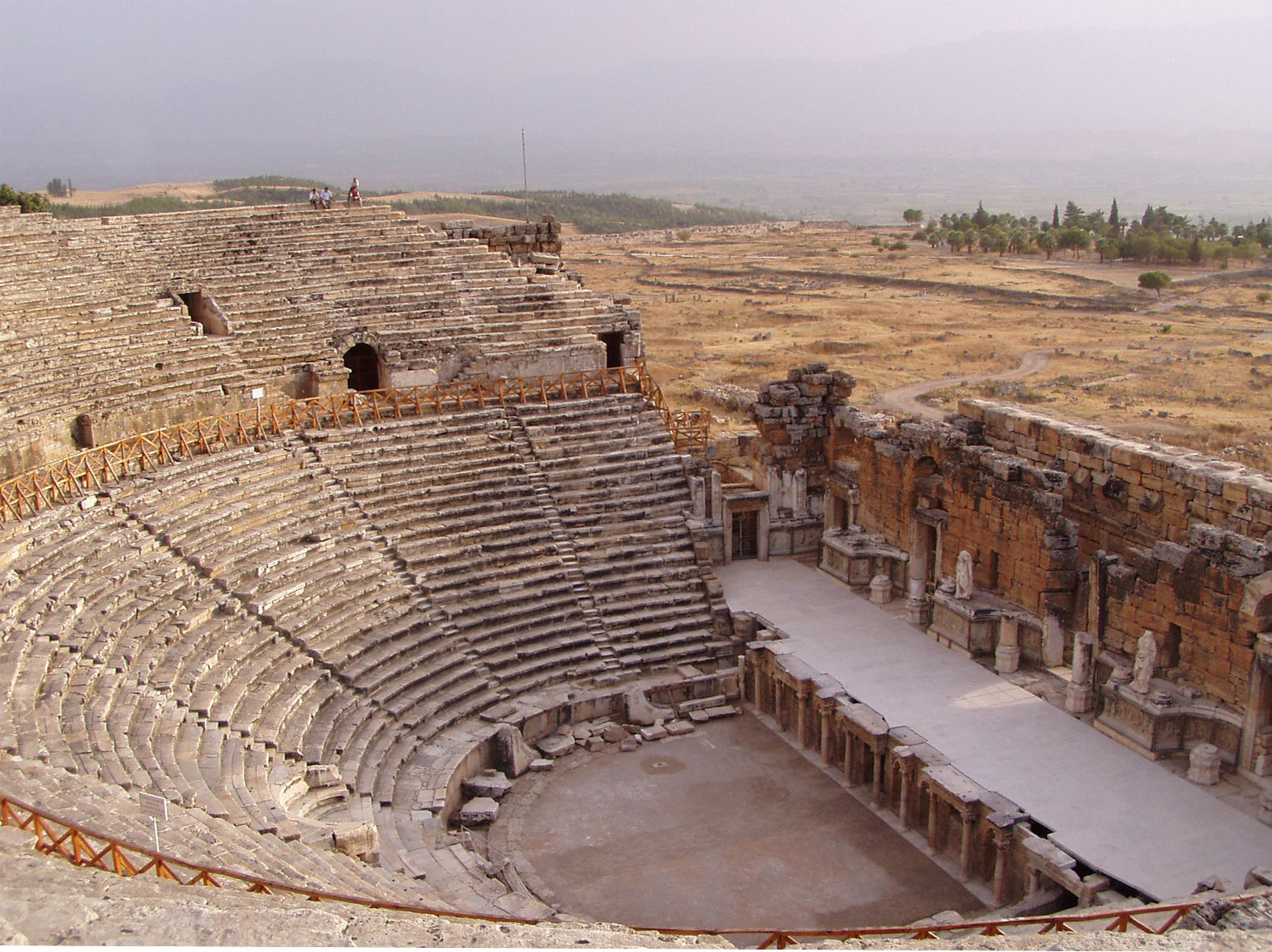
المدرج في هيرابوليس حيث تم إطلاق النار على "كونجام نيرام".

بدأ التصوير الفوتوغرافي الرئيسي في 24 أكتوبر 2004 بحفل بوجا لصورة الموهرات في أناي إيلام، مقر إقامة سيفاجي غانيسان. قال رامكومار جانيسان أن التصوير سينتهي بحلول 15 فبراير 2005، مما يمنح الطاقم شهرين لإكمال أعمال ما بعد الإنتاج، بما في ذلك المؤثرات البصرية. بدأ جدول التصوير الأول بعد يومين بمشهد قتال صممه ثالاباثي دينيش وتم تصويره في رامافارام في تشيناي. شارك أكثر من 30 فنانًا حيلة في تسلسل القتال الذي ظهر راجينيكانث. أقيم قصر فيتيابورام في حيدر أباد. تسلسل الأغنية، أحدهما مصور لراجيني وحده، أغنيتان ظهر فيهما مع أعضاء فريق التمثيل الرئيسيين الآخرين، وأغنية ذروة، التي تم تصويرها في جيوثيكا، تم تصويرها في مدينة راموجي السينمائية. وقال فاسو إن الفيلم استغرق 78 يومًا فقط بدلاً من 120 يومًا المخطط له.
ركز تصوير أغنية «ديفودا ديفودا» على مجموعة متنوعة من المهن، وخاصة عمال النظافة ومنظفات الصرف الصحي والمزارعين وغسالات الملابس.  وفقًا لرامجي، الذي ساعد وحدة الإنتاج في البحث عن مواقع لأغنية «كونجام نيرام»، كانت أستراليا وروسيا هما الخياران الأوليان لمواقع التصوير لتسلسل الأغنية، لكن رامكومار جانيسان وفاسو اختاروا تركيا، مما جعل تشاندراموخي الأول فيلم التاميل ليتم تصويره هناك. طارت وحدة الإنتاج إلى اسطنبول من تشيناي عبر دبي في 25 فبراير 2005. تم الانتهاء من تصوير الأغنية بعد الإطلاق الصوتي. تم إطلاق النار على «كونجام نيرام» في مقاطع في أفسس وباموكالي. استغرق إطلاق النار في أفسس ست ساعات. تم تصوير المقطع في باموكالي في مدرج في مدينة هيرابوليس القديمة، والتي تقع بالقرب من باموكالي. تم تصوير المقطع الأخير في منطقة كابادوكيا، على بعد 10 ساعات بالسيارة بالحافلة من إسطنبول. صممت كالا أغنية «را راه» واستغرقت أربعة أيام لتكتمل بدلاً من السبعة أيام المخطط لها.

### موسيقى
قام فيدياساغار بتأليف ألبوم الموسيقى التصويرية وخلفية تشاندراموخي. يتكون الألبوم الصوتي من ستة مسارات. فاالي، يوغابهراثي، بنسلفانيا فيجاي، نا. موثوكومار وبوفانا شاندرا كتب كلمات للنسخة التاميل. كتب بوفاناشاندرا وسودالا أشوك تيجا ‏ وفينيلاكانتي وفالي كلمات إصدار التيلجو المدبلج. مسار "Raa Raa" كان مستوحى من Surya raaga، والتي تعرف أيضًا باسم سالماب رابا. آشا بوسلي كانت مخطوبة لغناء أغنية للفيلم ولحضور إطلاق الصوت للفيلم. تم بيع حقوق الصوتية للفيلم لسانجاي ادوا عناق الصوت، وعرفت فيما بعد باسم AP الدولية مقابل 11 مليون   خدمات تاتا الهاتفية، وخدمات تاتا الهاتفية وITC المحدودة رعاة إطلاق الصوت والتسويق.
تم إصدار الألبوم في 5 مارس 2005 في فندق تاج كونيمارا في تشيناي. تم إطلاق الصوت الخارجي في اليوم التالي في ماليزيا. في متجر Music World في تشيناي، تم بيع 437 شريط كاسيت و 227 قرص مضغوط في اليوم الأول من إطلاق مخزونها. تم تسعير الكاسيتات بسعر 45 لكل منها وأقراص مضغوطة بسعر 99 لكل منها. تم إصدار الموسيقى التصويرية الأصلية للفيلم وقرص فيديو مضغوط بعنوان «صنع تشاندراموكي»، في 27 سبتمبر 2005 في تشيناي. تم إصدار نتيجة خلفية الفيلم كألبوم منفصل. تلقى الألبوم مراجعات إيجابية من النقاد. Siddhu وارير من ريديف قال إن «ديفودا ديفودا» «يجد SP بالاسوبرامانيان في قمة مستواه». وأطلق على «كونجام نيرام» لقب «رخيم بطريقة منسية»، و «أثينثوم» «أغنية رخوة رخوة»، و «كوكو بارا بارا» بأنها «شاذة»، و «ريا را» «مسار مسموع»، وقال «آنوندا باتو» هي «راجني خمر، وتحصل على نقر قدميك. يمكن للمرء تقريبًا أن يتخيل راجني وهو يلوح بعلامته التجارية السيجارة والنظارات الشمسية وهو يتأرجح على الإيقاع. إذا كان المرء من مشجعي راجني المتشدد، فمن المحتمل أن يذهب المرء للرقص على هذا النحو». المغنية شارولا ماني، التي كتبت لـ الصحيفة الهندوسية تسمى أغنية «كونجام نيرام»، والتي كانت مستوحاة من سريرانجاني راجا، وهي «لقطة جذابة للراجا» وقالت إن الأغنية «معاصرة في الإحساس وتقليدية في الجذور».

## البث
تم إصدار الفيلم في 14 أبريل 2005، إصدار يوم رأس السنة التاميلية الجديد، جنبًا إلى جنب مع كمال حسن ستار مومباي إكسبرس وفيجاي ستار ساتشين. تم عرض تشاندراموخي في 37 مسارح في ماليزيا و 15 في أوروبا و 9 في سريلانكا وسبعة في الولايات المتحدة وأربعة في كل من كندا ودول الخليج العربي واثنان في كل من أستراليا وسنغافورة. تم إصدار الفيلم بـ 23 مطبوعة في كويمباتور، أي أكثر بـ 12 نسخة من راجينيكانث باباياابا (1999). تم عرض تشاندراموخي في مهرجان طوكيو السينمائي الدولي الثامن عشر في اليابان في 23 أكتوبر 2005 و 28 أكتوبر 2005 كجزء من قسم «رياح آسيا». كان أول عرض عام للفيلم في اليابان. قوبلت باستجابة إيجابية من الجماهير هناك. افتتح الفيلم مهرجان جوائز IIFA السينمائي السابع الذي أقيم في مركز دبي الدولي للمؤتمرات في دبي، الإمارات العربية المتحدة، ليصبح أول فيلم من جنوب الهند يفتتح مهرجان الأفلام. في نوفمبر 2011، تم عرضه في مهرجان التاميل السينمائي الدولي الذي أقيم في أوغليش، روسيا إلى جانب تيلانا موهانامبال(1968)، سيفاجي: بوس (2007)، أنغادي ثيرو (2010)، بوس إنجيرا باسكاران (2010)، ثينميركو باروفاكاترو (2010)، وكو (2011). على الرغم من أن الفيلم كان إعادة إنتاج، إلا أن مادو موتام، الذي كتب القصة لـ مانيتشيثاراثهو، لم يتم ذكره في الاعتمادات الافتتاحية أو الختامية. بدلاً من ذلك، نُسب الفضل في القصة إلى المخرج ب. فاسو. دافع فاسو عن نفسه بالقول إن النص لم يكن إعادة صياغة مشهد تلو الآخر للأصل وأنه تم استخدام الحبكة الأساسية فقط.

### تسويق
دخل المنتجون في عمل تجاري يتعامل مع مؤشر تاتا للترويج للفيلم ؛ تم إصدار نغمات رنين من الموسيقى التصويرية للفيلم وشاشات توقف خاصة. ساعدت شركة ITC المحدودة أيضًا في الترويج للفيلم ؛  أطلقوا سلعًا خاصة تتكون من بطاقات تضم راجينيكانث وبعض اللقطات من تشاندراموخي. تم نشر القصاصات العملاقة لراجينيكانث وملصقات إطلاق الأفلام في جميع أنحاء الولاية كإعداد للإصدار. بدأت الحملة الترويجية في أوائل مارس 2005 واستمرت في منتصف مايو من ذلك العام. عُرض الفيلم في ثمانية مسارح في مدينة تشيناي. حقوق المسرحية من الفيلم في كويمباتور ونيلجيريس المناطق بيعت لأصحاب المسرح المحلي تيروبور بالو وسينو 2.25 كرور روبية هندية (370٬000 دولار أمريكي) جنبا إلى جنب.

### وسائط المنزل
تضرر الفيلم الأصلي السلبي بسبب سوء الرعاية وسوء المعاملة. بدأت شركة أي بي الدولية مشروع التحديث، والذي قام بمسح الفيلم إطارًا بإطار في سير عمل 2K. كانوا قادرين على إزالة جميع البلى والاحتفاظ بحبيبات الفيلم الطبيعية  تم إصدار هذا الإصدار المستعاد في 2 أغسطس 2012 بتنسيق بلو راي.

## استقبال

### الأستقبال النقدي
قال مالاثي رانجاراجان، الذي يكتب لـ الصحيفة الهندوسية، «بينما تشاهد الفيلم، لا يمكنك إلا أن تعجب ببراعة الكاتب والمخرج ب. فاسو في اختيار قصة لا بد أن تبيع وفي نفس الوقت مساعدة راجيني في الحفاظ على صورته التي لا تقهر. البطل»، قبل أن يستنتج أن«فريق» منان«يثبت فوزه مرة أخرى». وقال منتقد آخر من الصحيفة الهندوسية، سودهيش كاماث، إن راجينيكانث «في أفضل حالاته». وصف مراجع من تايمز أوف إينديا الفيلم بأنه «ترفيهي، أنيق، يحترم الطقوس، ودائمًا ما يكون أكبر بكثير من الحياة». قال آرون رام من إنديا توداي، «مع تشاندراموخي، يعيد راجني حياته المهنية الباهتة وثروات السينما التاميلية». فاروق، الذي يكتب لصحيفة ديكان هيرالد أشاد بالكيمياء بين راجينيكانث وفاديفلو، قائلاً «عاد راجينيكانث في شكله الكامل، وتأتي الكوميديا إليه بشكل طبيعي ويجد حليفًا قادرًا في فاديفلو. بعض أفضل المشاهد في الفيلم هي عندما يكون الاثنان معًا.» 
قالت مجلة التاميل أناندا فيكاتان في مراجعتها «أفلام راجني تدور عادة حوله ولكن في هذه الحالة، راجني في سيناريو يدور حول عدة أشخاص راجني مثل فيتتايان هو أبرز ما في الفيلم بعد سنوات عديدة، أظهر راجني أنه لا يقتصر على شخصيته من خلال هذا الفيلم». وأعطى الفيلم 40 درجة من أصل 100. كتب مراجع سيفي أن تشاندراموخي كان ببساطة «نسخة طبق الأصل من أبثاميترا من ب. فاسو من كاننادا مع بعض الأغاني الإضافية والمعارك والمشاهد الكوميدية التي تم إلقاؤها لتعزيز صورة النجم» ولكن مثل فاروق، أشاد بالمشاهد الكوميدية لـ راجينيكانث وفاديفلو، واصفا لهم تسليط الضوء على الفيلم. قال غانيش نادار من ريديف إن الفيلم سيصبح «نجاحًا مؤكدًا» و «سيكون نجمه سعيدًا، وسيكون معجبوه سعداء وسيضحك المنتج برابهو طوال الطريق إلى البنك».
كتب .الجانج تريبيون، «كما هو الحال في جميع أفلام راجني، فإن تشاندراموخي هو عامل جذب بنجمة واحدة ويعرض راجني في المعرض، ولا توجد رسائل سياسية في الفيلم ويجب أن يكون ذلك بمثابة بعض الراحة. مع نايان تارا وجيوتيكا في البطولات النسائية، هناك الكثير من السحر في الفيلم. لكن الرسالة واضحة، الملك راجني عاد. لا يمكن لفيلقه من المعجبين أن يطلب المزيد». قالت كارثيغا ركمانيكانثان التي كتبت لصحيفة ديلي نيوز سريلانكا : «البهجة التي طال انتظارها جعلت تشاندراموخي نفسها أفضل شباك التذاكر لهذا العام». قدر جرادي هندريكس من سلايت توصيف راجينيكانث في الفيلم، واصفًا الشخصية، وقدرة سارافانان على قراءة العقول بأنها «مدربة جيدًا» قبل أن تختتم، «تمتلئ أفلام راجينيكانث بالكوميديا، والحركة، والأرقام الموسيقية ويسعدون كثيرًا في ركل المنطق السردي في الوجه.» 

### شباك التذاكر
حقق تشاندراموخي نجاحًا في شباك التذاكر، حيث باع 20 مليون تذكرة في جميع أنحاء العالم وربح 150 مليون في الراتب وحصة الأرباح لـ راجينيكانث. حقق موزعو الفيلم ربحًا بنسبة 20 في المائة على 25 مليون الذي اشتروا من أجله حقوق الفيلم.تم الاحتفال بيومه الـ 365 في مسرح شانثي المملوك لعائلة سيفاجي غانيسان في تشيناي ؛ ونظمت الاحتفالات شركة التأمين على الحياة في الهند. أقيمت فعالية الاحتفال باليوم 804 للفيلم في كاماراج أرانغام في تشيناي في 25 يونيو 2007. حضر الحفل رئيس وزراء تاميل نادو آنذاك، م. كارونانيدهي، والمخرج ك. بالاشاندر ‏، منتج أفلام ومالك سارافانان، كمال حسن وسريديفي. قدم شيفاجي سيف «شيفاجي» إلى طاقم الفيلم وطاقمه، وتم توزيع الجوائز على جميع المشاركين في الفيلم.

### الهند
حقق تشاندراموخي أرباحًا 8.4 مليون دولار أمريكي في 11 يومًا في ثماني شاشات في تشيناي. في شاشة سانتهام في سينما SPI، تم بيع حوالي 22000 تذكرة للأيام العشرة الأولى من إطلاقها. تصدرت النسخة المدبلجة التيلجو مخططات شباك التذاكر في الأسبوع الأول من إصدارها. حقق تشاندراموخي ربحًا 30 مليون دولار في كويمباتور، متغلبًا على الرقم القياسي الذي سجله باباياابا والذي يبلغ 24.5 مليون. تلقى تشاندراموخي 60 مليون دولار أدنى (MG) من المسارح في مناطق نورث أركوت وجنوب أركوت وتشينغالباتو بشكل جماعي. وكان أيضا نجاحا كبيرا في ولاية كيرالا حيث حقق 711545 في أربعة أيام، والقيام أفضل من موهانلال فيلمه تشاندرولسافام، التي نشرت أيضا في 14 نيسان 2005، ولكن حقق 523340 خلال نفس الفترة الزمنية. استمر العرض المسرحي للفيلم 890 يومًا في مسرح شانتي، متجاوزًا الرقم القياسي البالغ 62 عامًا الذي سجله فيلم هاريداس 1944، والذي استمر لمدة 784 يومًا في مسرح برودواي، أيضًا في تشيناي. وفقا لكريشنا غوبالان من الأعمال اليوم، فإن الفيلم حقق 750 مليون (US $ 16.6 مليون في عام 2005) في المدى من عمر البطارية. تقول نيو انديان اكسبريس أنها حققت 650 مليون (14.3 مليون دولار في 2005). كان هذا أول فيلم تاميل يتجاوز الرقم القياسي في شباك التذاكر الذي حدده غيلي (2004)، والذي حقق 330 مليون (6.6 مليون دولار أمريكي في 2005). كان أطول فيلم في جنوب الهند،  حتى تجاوزه فيلم تيلوغو ماغاديرا (2009)، الذي أكمل عرضًا مسرحيًا لمدة 1000 يوم في أبريل 2012.

### ما وراء البحار
تم عرض تشاندراموخي في طوكيو في أكتوبر 2005 في منازل مكتظة. أكمل تشاندراموخي عرضًا مسرحيًا لمدة 100 يوم في جنوب إفريقيا. لقد كسبت مجتمعة 43 مليون  في ماليزيا والإمارات والولايات المتحدة خلال الشهر الأول من عرضها المسرحي. جمع الفيلم 62.78 مليون (1.4 مليون دولار أمريكي في 2005)  في ماليزيا ؛ كان الفيلم الهندي الوحيد الذي ظهر في أفضل عشرة أفلام في ذلك البلد هذا العام.

## الجوائز
ذهبت جوائز الفيلم بشكل أساسي إلى فاديفلو وجيوثيكا عن أدائهما. فاز راجينيكانث بجوائز ولاية تاميل نادو السينمائية عن أدوارهم. في مقابلة مع الصحيفة الهندوسية، قال بيني كريشنا كومار:
| جائزة                             | مراسم                                                                                     | فئة              | المرشح (المرشحين) | النتيجة | المصادر       |
| --------------------------------- | ----------------------------------------------------------------------------------------- | ---------------- | ----------------- | ------- | ------------- |
| جوائز فيلم فير الجنوب             | جوائز فيلم فير 53 الجنوب                                                                  | أفضل مغنية تشغيل | بيني كريشناكومار  | فوز     | [ 86 ]        |
| جوائز فيلم فير الجنوب             | جوائز فيلم فير 53 الجنوب                                                                  | أفضل ممثل كوميدي | فاديفيلو          | فوز     |               |
| جوائز فيلم فير الجنوب             | جوائز فيلم فير 53 الجنوب                                                                  | أفضل ممثلة       | جيوثيكا           | رُشِّح     |               |
| جوائز ولاية تاميل نادو السينمائية | جائزة ولاية تاميل نادو السينمائية 2005                                                    | أفضل فيلم        | تشاندراموخي       | فوز     |               |
| جوائز ولاية تاميل نادو السينمائية | جائزة ولاية تاميل نادو السينمائية 2005                                                    | افضل ممثل        | راجينيكنث         | فوز     | [ 87 ] [ 88 ] |
| جوائز ولاية تاميل نادو السينمائية | جائزة ولاية تاميل نادو السينمائية 2005                                                    | أفضل ممثلة       | جيوثيكا           | فوز     |               |
| جوائز ولاية تاميل نادو السينمائية | جائزة ولاية تاميل نادو السينمائية 2005                                                    | أفضل مخرج فني    | تحوتا تاراني      | فوز     |               |
| جوائز ولاية تاميل نادو السينمائية | جائزة ولاية تاميل نادو السينمائية 2005                                                    | أفضل مصمم رقصات  | كالا              | فوز     |               |
| جوائز كالاماماني                  | Kalaimamani 2005                                                                          | فخري             | جيوثيكا           | فوز     | [ 89 ] [ 90 ] |
| جوائز كالاماماني                  | Kalaimamani 2005                                                                          | فخري             | فاديفيلو          | فوز     |               |
| جائزة جمعية محبي الأفلام          | جائزة جمعية محبي الأفلام السنوية الخامسة والخمسين </br> أفضل الأفلام السينمائية لعام 2005 | أفضل فيلم ترفيهي | تشاندراموخي       | فوز     | [ 91 ] [ 92 ] |
| جائزة جمعية محبي الأفلام          | جائزة جمعية محبي الأفلام السنوية الخامسة والخمسين </br> أفضل الأفلام السينمائية لعام 2005 | أفضل ممثلة       | جيوثيكا           | فوز     |               |
| جائزة جمعية محبي الأفلام          | جائزة جمعية محبي الأفلام السنوية الخامسة والخمسين </br> أفضل الأفلام السينمائية لعام 2005 | أفضل كاتب غنائي  | فالي              | فوز     |               |
| جائزة جمعية محبي الأفلام          | جائزة جمعية محبي الأفلام السنوية الخامسة والخمسين </br> أفضل الأفلام السينمائية لعام 2005 | أفضل ممثل كوميدي | فاديفيلو          | فوز     |               |

## الدقة العلمية
في ندوة عقدت في أغسطس 2005 حول إعادة النظر في الاضطرابات النفسية والتي تركزت حول تشاندراموخي وأننيان، لاحظ الطبيب النفسي اسوكاين أن هناك العديد من الأخطاء المنطقية في كلا الفيلمين. قال فاسو إنه لا يعرف شيئًا عن الاضطرابات النفسية. الكتابة لـ بوبماترس في عام 2014، انتقد كوموثان مادريا فاسو للخلط بين «امتلاك الروح واضطراب الهوية الانفصالية، والخلط بين كل من إنشاء علم نفس البوب» و «دمج العلم الحديث وعلم الشياطين ظاهريًا من أجل الفكر».

## الإرث
في مقابلة مع الصحفي السينمائي سريدهار بيلاي، أرجع راجينيكنث نجاح الفيلم بشكل أساسي إلى سيناريو فاسو وأداء الفنانين المشاركين. قال إن مساره الكوميدي مع فاديفلو قطع شوطًا طويلاً في جعل الفيلم مشروعًا ناجحًا وأنه ساعد في جذب الجماهير إلى المسارح لمشاهدة الفيلم أكثر من مرة. وقال أيضًا إن المشاهدات أحبن تصوير طاقم التمثيل النسائي.
أصبح اضطراب الشخصية المنقسمة معروفًا جيدًا بعد إطلاق الفيلم. معهد مدراس لجراحة العظام والكسور، في وصف مدونة للمتلازمة، متلازمة شاندراموخي. قال فنان السينما والمدرب والمخرج السينمائي ل. ساتياناند إن تشاندراموخي هو مثال كلاسيكي على النوع الفرعي «رعب الشيطاني» و«التألق»، حيث صنفه إلى جانب أسطورة سليبي هولو وسايكو (1960). أصبح الفيلم رائدًا لأفلام الرعب اللاحقة مثل سلسلة موني ويافاروم نالام (2009) وايرام (2009) وبيتزا (2012) وياميروكا بايامي (2014) وأرانماني (2014) وحبيبي (2015) ومستعمرة ديمونت (2015). انضمت إنتاج Sivaji إلى جالاتا وسائل الإعلام وإيباي في مزاد عبر الإنترنت لتذكارات الفيلم، ليصبح أول فيلم من جنوب الهند يبيع سلعًا سينمائية بالمزاد. قال رامكومار جانيسان إن عائدات المزاد ستُمنح إلى Sivaji صندوق برابهو الخيري وأن 300.000 (6650 دولارًا أمريكيًا في عام 2005) سيتم منحه لمدرسة بابانشاترام المتوسطة. اشترت صوفي أتفثافيل من فرنسا نظارة راجينيكانث الشمسية، التي كان يرتديها في الفيلم، مقابل 25000 (554 دولارًا أمريكيًا في عام 2005). وفقًا لجيريش رامداس، مدير العمليات في جالاتا وسائل الإعلام، فإن جميع العناصر تحمل شهادات أصلية موقعة من منتجي الفيلم. تراوحت العطاءات للعناصر بين (222 دولارًا أمريكيًا في 2005) و (444 دولارًا أمريكيًا في 2005)، في بيان صادر عن موقع إيباي، كانت المقالات المتاحة للمزايدة هي قميص راجينيكانث الأزرق الذي تم ارتداؤه في أغنية «ديفودا ديفودا»، وساري جيوثيكا الذي تم ارتداؤه من أجل مشاهد الذروة، والساري بلون الخوخ الذي ارتدته نايانندرا في أغنية «حصان نيرام»، وزي فيتتايان رجا والزخارف التي يرتديها راجينيكانث. تم بيع فستان راجينيكانث، الذي كان يرتديه في «ديفودا ديفودا»، 25000 (554 دولارًا أمريكيًا في عام 2005).صاحب زي فيتتايان ومجموعة زخرفة بيعت 32,000 (US $ 709 في عام 2005).اللى الذي كان يرتديه نايانندرا في أغنية "Kokku Para Para" تم بيعه بالمزاد.

## الثقافة الشعبية
بعض المشاهد والخطوط والتعبيرات من الفيلم، مثل صوت «لاكا لاكا» التي تصنعها شخصية راجنيكانث، أصبحت شائعة للغاية، خاصة مع الأطفال. تعبيرات ومشاهد فاديفلو خاصة تلك مع راجينيكانث — وخطوط بما في ذلك «مابو فاتشيتاندا آبو»، التي تعني«لقد حاصرني!»، أصبحت شائعة أيضًا. سطر قاله راجينيكنث إلى برابهو، نان جوندا إيروندا نالا إيروكادهو ني إيلاتشا نالا إيروكادهو، والذي يترجم إلى «لن أبدو جيدًا إذا زاد وزني لكنك لن تبدو جيدًا إذا قللت الوزن» أثار الكثير من الضحك بين الجماهير. خط برابهو، «إينا كودوماي سارافانان إيدو؟»، وهو ما يعني «أي فظاعة هذا، سارافانان؟» أصبحت شعبية. يستخدم عادة للتعبير عن السخرية أو المفاجأة. غالبًا ما كان الممثل بريمجي أمارين يسخر من الخط، الذي غيره قليلاً إلى «'إينا كودوماي، السير إيدو؟» واستخدمه في جميع أفلامه المميزة، وأصبح لاحقًا شعار الممثل. قال برابهو في مقابلة مع مالاثي رانجاراجان من الصحيفة الهندوسية، «أتمنى أن ألعب أدوارًا خفيفة. بالمناسبة، أنا أحب الطريقة التي قام بها هؤلاء الممثلون الشباب بمزحة خطي الجاد في تشاندراموخي».

### المحاكاة الساخرة
كان تشاندراموخي يسخر من العديد من الأفلام. في مشهد كوميدي من الإنجليزية كاران (2005)، وثيبوري ثيوموغام (فاديفيلو) يخترع فكرة لتخويف ثاميزهارسو (ساثيراي) ولكن يرتد حيلة له لأنه شهود ثاميزهارسو في الزي مماثلة لتلك التي في شاندراموخي. تمت محاكاة تشاندراموخي مع أنيان في فيلم التيلجو رجبابو (2006). في مشهد من ثاليماغان (2006)، يشعر Erimalai (فاديفلو)، بعد دخوله إلى بنغل قديم مهجور، بالخوف عندما يسمع صوت "Lakka Lakka"، ويقولYaaro Telugula Koopuddrangga! (بالعربية: «شخص ما يتصل باللغة التيلجو!»). في فالافان (2006)، وسيلامبارسان ينظر الغناء «حصان نيرام» لسوابنا (نايانتارا). في سيفاجي (2007)، شوهد ثاميزسيلفي (شريا ساران) وهو يرقص لأغنية "Raa Raa"، وشوهد Sivaji (راجينيكانث) و Arivu (فيفيك) وهم ينطقون السطور الأخيرة من الأغنية. ليفينغستون الذي يظهر كمفتش شرطة، ينطق بالصوت «لاكا لاكا» الذي يصدره راجينيكانث في تشاندراموخي. تعمل شخصيات راجينيكنث ونايانثارا في فيلم بعنوان تشاندراموخي 2 في مشهد من كوسلين (2008)، والذي أخرجه ب. فاسو أيضًا. في ثاميج بادام (2010)، شوهد شيفا (شيفا) وهو يقلد مشهد مقدمة الفيلم عن طريق مد ساقه عندما تم الكشف عن أن سيفا لديها شق في سرواله. كان دور Sundar C. في فيلم أرانماني (2014) مستوحى من دور راجينيكانث في تشاندراموخي. تم تقليد تشاندراموخي في المسلسل الكوميدي ستار فيجاي، في حلقة بعنوان ساباكوني.

## إصدارات أخرى
تمت دبلجة تشاندراموخي باللغة التيلجو وتم إصدارها في نفس الوقت بنفس عنوان إصدار التاميل. تمت دبلجته أيضًا وإصداره في اللغة البوجبورية تحت عنوان تشاندراموخي كي هونكار.  إنه أول فيلم تاميل يُدبلج إلى الألمانية. صدر في ألمانيا تحت عنوان Der Geisterjäger (صائدو الأشباح)  كما دُبلج الفيلم وصدر باللغة التركية. على الرغم من إطلاق فيلم المتاهة (2007)، أُطلق على تشاندراموخي اسمًا باللغة الهندية وتم إصداره في 29 فبراير 2008 بواسطة ديليب دانواني، مالك شركة الإنتاج شركة رويال للأفلام. تم إصدار النسخة الهندية بالتعاون مع المنتج راثنام.

## تكملة
تم إجراء تكملة مستقلة لـ تشاندراموخي بعنوان ناجافالي في التيلجو. تم إخراج الجزء الثاني أيضًا من قبل ب. فاسو، وتم إصداره في 16 ديسمبر 2010. في أبريل 2020، تم الإعلان عن تتمة من إنتاج شركة صن يكتشرز. سيعود فاسو كمخرج، بينما ستعود راغافا لورانس دور البطولة.

## وصلات خارجية
- تشاندراموخي على موقع IMDb (الإنجليزية)
- تشاندراموخي على موقع روتن توميتوز (الإنجليزية)
- تشاندراموخي على موقع ألو سيني (الفرنسية)
- تشاندراموخي على موقع أول موفي (الإنجليزية)
- تشاندراموخي على موقع قاعدة بيانات الفيلم (الإنجليزية)
- تشاندراموخي على موقع ليتربوكسد (الإنجليزية)
- تشاندراموخي على موقع كينوبويسك (الروسية)